# Józef Stanek
Józef Stanek (* 4. Dezember 1916 in Łapsze Niżne; † 23. September 1944 in Warschau) war ein polnischer Priester der Pallottiner.

## Leben
Józef Stanek besuchte das Gymnasium der Pallottiner in Wadowice. Er trat dem Orden der Pallottiner bei und legte am 15. August 1937 seine erste Profess ab. Er studierte Theologie in Ołtarzew und wurde am 7. April 1941 zum Priester geweiht. Er studierte danach Soziologie an der Universität Warschau, welche 1941 im Untergrund arbeitete. 1944, beim Warschauer Aufstand, war Stanek als Krankenhausseelsorger tätig und stand der Gruppe Kryska nahe, welche für ein unabhängiges Polen kämpfte. Als der Aufstand zusammenbrach, geriet Józef Stanek in die Hände der SS und wurde am 23. September 1944 an einem Galgen erhängt.

## Seligsprechung
Papst Johannes Paul II. hat am 13. Juni 1999 Pater Józef Stanek SAC zusammen mit 107 weiteren polnischen Märtyrern seliggesprochen. Sein Gedenktag ist der 12. Juni. 2005 weihte Kardinal Józef Glemp in Wola in Warschau eine Museumskapelle auf den Seligen.